# Hươu xạ bụng trắng
Hươu xạ bụng trắng hay hươu xạ Himalaya (Moschus leucogaster) là một loài hươu xạ sống trên dãy Himalaya của Nepal, Bhutan, Ấn Độ, Pakistan và Trung Quốc. Chúng được IUCN đánh giá là loài nguy cấp do bị khai thác quá mức dẫn đến sự suy giảm số lượng nghiêm trọng.
Trước đây chúng được coi là một phân loài của hươu xạ núi cao, nhưng đã được tách ra trên cơ sở tỷ lệ hộp sọ khác nhau. Loài này được Hodgson mô tả năm 1839.